# 红高粱家族
《红高粱家族》是中国作家莫言所著的长篇小说，全书分五章，分别为红高粱、高粱酒、狗道、高粱殯、奇死（别名狗皮）。此五章均首先作为中篇小说分别发表，其中《红高粱》首发于《人民文学》1986年第3期，获得1987年“全国中篇小说奖”；《高粱酒》首发于《解放军文艺》1986年第7期，《狗道》首发于《十月》杂志1986年第4期；《高粱殡》首发于《北京文学》1986年第8期；《奇死》首发于《昆仑》1986年第6期。1987年春，这五部中篇小说被整合为长篇小说《红高粱家族》，由解放军文艺出版社出版。

## 故事简介
九儿的父母要她嫁给一位擁有一座酒坊的50岁麻风病人。九儿乘坐花轎出嫁時，在途中被一名強盜拦截。其中一名抬轿男子挺身而出打退了強盜，九儿因而和他开始相互喜欢。
三天后，九儿回鄉探望父母。抬轿男子突然从高粱田裡衝出来，抢走了九儿。他们在高粱田野外交合。九儿回到酒坊的时候发现麻风病的丈夫死了，很多人认为他是被杀死的。因为他孑身一人，留下的酒坊没人管，九儿因而接管了酒坊。
某天，救了九兒的抬轿男子喝醉了，在高粱酒裡撒尿。没想到，高粱酒变成特别好喝。酒坊因而发财。
后来，日本军队入侵中国。九儿的老朋友被日本人抓住後残忍的剥皮殺害。九儿要向日本人复仇，她请她的工人来帮忙。酒坊工人们做地雷和炸弹。工人躲在高粱地裡，等着日本人汽车经过。等待日本兵经过时，工人们肚子饿了，所以九儿的孩子回家告诉妈妈。九儿带来中饭的时候，日本人来了。九儿被射杀。工人的炸弹最后爆炸，日本兵和几乎全部工人们被杀死。只有抬轎男子和儿子活了下来。

## 主要人物
- 余占鳌
- 戴凤莲

## 改編作品

### 電影
- 1987年被导演张艺谋改编成电影，并获得1988年柏林国际电影节金熊奖。

### 電視劇
- 2014年被改编为电视剧。